# Seyðisfjörður
Seyðisfjörður est un petit village situé dans un fjord (du même nom) dans l'Est de l'Islande.
En 2020, la municipalité est fusionnée avec trois autres pour constituer la nouvelle municipalité de Múlaþing,.

## Géographie
Seyðisfjörður est entouré par les montagnes sur trois côtés et l'on trouve beaucoup de chutes d'eau de ce fait aux environs. Le port est relié aux îles Féroé et au port de Hirtshals au Danemark par le ferry Norröna de la compagnie Smyril Line.

## Histoire
Les premières installations humaines dans la zone du village datent de 1848. Le village a été fondé par des pêcheurs norvégiens. Seyðisfjörður a été une base pour les forces américaines et britanniques durant la Seconde Guerre mondiale.

### Les glissements de terrain de décembre 2020
Le 18 décembre 2020, Seyðisfjörður fut touché par le plus important glissement de terrain affectant une zone résidentielle en Islande.
Cette catastrophe intervint après 10 jours d'une pluie exceptionnelle, cumulant 740 mm de précipitation. Auparavant, quelques glissements de terrain mineurs avaient affecté la ville.
En comparaison, la ville de Reykjavik reçoit 876 mm de précipitation par an[réf. souhaitée].
Le glissement de terrain du 18 décembre, provoquant un torrent de boue et de roches issu de la falaise surplombant le village, a entraîné la destruction de 13 maisons et d'un musée et a lourdement endommagé 5 autres maisons. 
De nombreuses habitations ayant été évacués dès les premiers éboulements, aucune victime ne fut à déplorer.

## Administration

### Jumelages
- Huddinge (Suède)
- Vantaa (Finlande)

## Démographie
| Date              | Population |
| ----------------- | ---------- |
| 1er décembre 1997 | 800        |
| 1er décembre 2003 | 741        |
| 1er décembre 2004 | 714        |
| 1er décembre 2005 | 731        |

## Économie
Bien qu'il possède encore un port de pêche important, le village s'est axé sur le tourisme. Seyðisfjörður abrite plusieurs musées.

### Campagne publicitaire deSony
Le village a connu début mars 2009 l'arrivée du géant de l'électronique Sony qui a installé tout un dispositif sonore faisant ainsi du village le premier entièrement baigné de musique. Ce dispositif diffusa de la musique composée spécialement pour l'occasion par des artistes comme Death in Vegas, Bob Dylan ou Toumani Diabaté et ce pendant une semaine. Le résultat fut un spot publicitaire de 2 min 51 s diffusé exclusivement sur internet à partir de début octobre 2009,.

## Personnalités liées à la localité
Vilborg Dagbjartsdóttir